# Carex collumanthus
Espèce
Classification phylogénétique
Carex collumanthus est une espèce de plantes du genre Carex et de la famille des Cyperaceae.